# Noc i mgła
Noc i mgła (Nuit et brouillard) – francuski film dokumentalny z 1955 roku w reżyserii Alaina Resnais'go, poświęcony obozom zagłady w nazistowskich Niemczech. Film Resnais'go, zestawiając ze sobą współczesne zdjęcia w kolorze z czarno-białymi fragmentami ukazującymi rzeczywistość obozową, stanowi próbę syntezy doświadczenia Zagłady w postaci chłodnego emocjonalnie eseju.
Nad Nocą i mgłą Resnais pracował wraz z Jeanem Cayrolem, który napisał scenariusz do filmu; w rolę narratora wcielił się Michel Bouquet. Dzieło Resnais'go było punktem zwrotnym w historii filmów dokumentalnych o Zagładzie: François Truffaut nazwał Noc i mgłę „najlepszym filmem w historii”, a metodę ujęcia tematu przez Resnais'go w swoich późniejszych filmach zastosowali między innymi Jean-Luc Godard, Harun Farocki, Raúl Ruiz oraz Claude Lanzmann.